# در اژدها
باب‌الثعبان به معنی در اژدها دری در مسجد کوفه است.
وبگاه رسمی مسجد کوفه و وبگاه IslamQuest.net (به تأیید مهدی هادوی تهرانی)، محمد باقر مجلسی، حوزه علمیه تشیع و منابع شیعی متعددی ریشه نام این در را در حدیثی از جن از بحارالانوار منسوب به جعفر صادق می‌دانند. در برخی موارد از آن به عنوان اژدها و در برخی موارد به عنوان مار بزرگ یاد شده‌است و در برخی موارد آن مار از جابربن سمیع نگفته‌است بلکه دربارهٔ درگیری بین دوگروه از جن‌ها صحبت کرده و در برخی موارد آن اژدها پای علی را نبوسیده‌است بلکه ایستاده و سلام کرده‌است.
روزی امیرالمومنین در کوفه بر فراز منبر مشغول خطبه بود که ناگهان اژدهایی در حالی که به شدت به طرف مردم می‌دوید و آنها از او می‌گریختند پدیدار شد. حضرت فرمود: «راه را برای او باز کنید» اژدها جلو آمد و از منبر بالا رفت و پاهای حضرت را بوسید و خود را به پاهای حضرت مالید و سه بار دمید، سپس پایین آمد و رفت و حضرت خطبه را ادامه داد. وقتی مردم توضیح خواستند ایشان فرمود: او مردی از جن بود که می‌گفت: «فرزندش را یکی از انصار به نام جابر بن سمیع، بدون اینکه به او آزاری رسانده باشد با سنگ کشته‌است و اکنون خون فرزندش را مطلبید.
نام دری که حدیث گفته‌است که اژدها از آن وارد شده باب‌الثعبان شد به معنی در اژدها. همچنین گفته شده‌است که بنی ‌امیه برای این‌که این نام و معجزه را از ذهن مردم پاک کنند، بر این درب از مسجد کوفه یک فیل بستند تا آن‌که به تدریج به باب الفیل مشهور شد.